# Râul Zlaști
Râul Zlaști este un curs de apă, afluent al râului Cerna. 
Râul izvorăște din preajma satului Poiana Răchițelii și se varsă în Cerna în apropiere de Castelul Corvineștilor. Are o lungime de aproximativ 35 km, iar numele provine de la localitatea Zalasd (Zlaști), din care se presupunea în trecut că izvorăște. Toponimicul semnifică „aur”, deoarece se presupune că pe cursul acestuia se exploata aur.